# ونيس القذافي
ونيس القذافي (1922-1 ديسمبر 1986) آخر من تولى رئاسة الوزراء في المملكة الليبية (من سبتمبر 1968 إلى 31 أغسطس 1969).
ولد في بنغازي سنة 1922م وعاش فيها صبياً، انتسب لحركة الجهاد وهو في صبياً لا يتجاوز عمره13 سنة
وصدر ضده حكم غيابي بالإعدام شنقاً، فهرب إلى السودان سنة 1937م وعاد منها إلى الوطن سنة 1943
عرفت عنه الأمانة وحسن الخلق. حين قام الملازم معمر القذافي -لا تربطه به صلة قرابة- بانقلاب 1969 كان ونيس القذافي رئيساً لمجلس الوزراء، وحكم عليه من قبل محكمة الشعب بالسجن لمدة عامين، خرج بعدها وزاول حياته ولم يترك ليبيا حبّاً لوطنه كما فعل بعض السياسيين الليبيين، توفي إثر أزمة قلبية في شهر ديسمبر سنة 1986م ودُفن في مقبرة سيي عبيد بحي الصابري.

## حكومته
4 سبتمبر/ أيلول 1968م – 31 أغسطس/ أب 1969م.
1. ونيس محَمّد القذّافي... رئيساً.
2. حامد علي العبيدي... وزيراً للدَّفاع.
3. أحمد عون سوف... وزيراً للداخليّة.
4. حامد بوسريويل... وزيراً للعمل والشؤون الاجتماعيّة.
5. المهدي بوزو... وزيراً للدولة للشؤون البرلمانيّة.
6. عمر إبراهيم جعودة... وزيراً للصحة العامّة.
7. أحمد عبدالسيّد صويدق... وزيراً للشباب والرياضة.
8. خليفة موسى... وزيراً لشؤون البترول.
9. مصطفى عبد الله بعيّو... وزيراً للتربية والتعليم.
10. الهادي العقود... وزيراً للماليّة.
11. علي الميلودي... وزيراً لشؤون البلدية.
12. حسين فضيل الغنَّاي... وزيراً للدولة لشؤون الخدمة المدنيّة.
13. أحمد الصالحين الهوني... وزيراً للأعلام والثقافة.
14. عبد الكريم محَمّد ليّاس... وزيراً للزراعة والثروة الحيوانيّة.
15. فتحي سليمان جعودة... وزيراً للأشغال العامّة.
16. بشير السني المنتصر... وزيراً للدولة لشؤون الرئاسة.
17. طارق البارورني... وزيراً للصناعة.
18. عمر محَمّد بن عامر... وزيراً للمواصلات.
19. أنور أبوبكر ساسي... وزيراً للإسكان والأملاك الحكوميّة.
20. معتوق آدم الرقعي... وزيراً للسياحة.
21. شمس الدين عرابي بن عمران.. وزيراً للخارجيّة.
22. أحمد يونس نجم... وزيراً للاقتصاد والتجارة.
23. علي أحمد عتيقة... وزيراً للتنمية والتخطيط.
24. رجب الماجري... وزيراً للعدل.

- التعديل الوزاري الوحيد: جرى تعديل في الوزارة في يونيو/ حزيران 1969م، وجاء كمَا يلي:

1. معتوق آدم الرقعي... وزيراً للداخليّة.
2. علي الحسنين... وزيراً للخارجيّة.
3. مسعود علي بوقعيقيص... وزيراً للدولة لشؤون الخدمة المدنيّة.
4. حسين فضيل الغنَّاي... وزيراً للسياحة.

## روابط خارجية
- ونيس القذافي على موقع مونزينجر (الألمانية)